# Bramstorp, Växjö kommun
Bramstorp är en småort som ligger i Tegnaby socken i Växjö kommun i Kronobergs län.